# Matylda Dytrykówna
Matylda (zm. po 995) – córka Dytryka (Teodoryka), margrabiego Marchii Północnej z rodu Haldensleben, siostra polskiej księżnej Ody.

## Życiorys
Zgodnie z przekazem Thietmara z Merseburga Matylda była mniszką. Prawdopodobnie w 993 została żoną księcia Stodoran Przybysława. Wkrótce po ślubie Matylda została uwięziona przez dowódcę grodu brenneńskiego Boleluta. Będąc w niewoli, Matylda urodziła syna, którego zmuszona była wychowywać w trudnych warunkach. 28 grudnia 994 mąż Matyldy został zamordowany przez dwóch braci bliźniaków, Ugiona i Uffikona. Po śmierci męża i uwolnieniu, Matylda otrzymała opactwo w Magdeburgu. Dalsze losy margrabianki nie są znane.